# Abbaye Saint-Pierre de Beaumont
L'abbaye Saint-Pierre est une abbaye catholique située à Beaumont (Puy-de-Dôme), en France.

## Localisation
L'abbaye est située dans le département français du Puy-de-Dôme, sur la commune de Beaumont.

## Historique
Aucun document ne permet de préciser la date et les fondateurs de l'abbaye. C'est un des plus anciens monastères de femmes de l'Auvergne. La tradition attribue la fondation de cette abbaye ou monastère de femmes aux comtes d'Auvergne, à l'initiative de saint Priest, évêque des Arvènes, entre 665 et 670, fondée sur des extrapolations de deux vies de cet évêque écrites au VIIe siècle et au XIe siècle ou XIIe siècle. On ne sait pas à quelle date la règle bénédictine a été introduite dans l'abbaye.[réf. nécessaire]
L'édifice actuel de style roman date de la seconde moitié du XIe siècle, probablement entre 1060 et 1090. 
Le premier texte citant l'abbaye est la bulle de confirmation du pape Calixte II, en 1123. Le pape Alexandre III profitant de son passage dans le diocèse de Clermont a confirmé l'ensemble des possessions de l'abbaye, le 20 juin 1165, et la place sous la protection du Saint-Siège. En 1355, l'abbesse exerce les droits de haute, moyenne et basse justice dans sa juridiction et dispose des revenus de la châtellenie de Beaumont. Le monastère est alors placé sous protection royale. Son recrutement est aristocratique depuis au moins le XIIIe siècle, et l'est resté jusqu'en 1792.
L'église a été restaurée, une première fois, entre 1826 et 1831, par Louis Charles François Ledru pour restituer le clocher de la croisée du transept abattu en 1793, et une seconde fois, entre 1978 et 1984, par l'abbé Gérard Morel, curé de Beaumont, qui a restitué les dispositions initiales du chœur, a « dérestauré » les piles et les grandes arcades de la nef qui avaient été modifiées au XIXe siècle[réf. nécessaire]. À l'extérieur, le bras nord du transept et la façade occidentale ont été dégagés des constructions qui s'étaient greffées contre[réf. nécessaire].

## Protection
L'ancienne église abbatiale a été inscrite au titre des monuments historiques le 18 septembre 1926 et les vestiges du cloître, le 21 mai 1927.

## Liste des abbesses[réf.nécessaire]
1. Gondilène (Gundilana), première abbesse, nommée par l'évêque saint Priest. L'évêque a placé l'abbaye sous une règle qui tenait de celle de saint Césaire d’Arles, de saint Colomban et de saint Benoît.
2. Ermengarde I, promet obéissance à l'évêque des Arvènes Aimeric,
3. Cécile, professe obéissance au même. Le pape Alexandre III assure le monastère de sa protection et confirme tous les droits et les possessions qui lui ont été concédés, en 1165,
4. Ermengarde II,
5. Pétronille, promet obéissance à l'évèque Gilbert,
6. Aalais, promet obéissance à l'évêque Robert,
7. Haalaidis,
8. Laureta,
9. Aldina, en 1253,
10. Ayceline, citée en 1306, 1314, 1316, 1321, 1326,
11. Huga de Cros, 1343,
12. Marie de Besse, décide en 1356 d'avoir pour seul suzerain le roi de France et refuse de reconnaître comme seigneur le Dauphin d'Auvergne Béraud Ier. Après cette date, aucune abbesse n'a prêté hommage au Dauphin. Après sa mort, la communauté s'est déchirée, entre 1360 et 1364, sur sa succession. Une partie des religieuses choisissant une cousine du Dauphin, Ysabelle Dauphine, une autre préférant l'arrière petite-nièce d'Ayceline, Béatrice de Montaigut. Le pape intervint en 1364 pour désigner une supérieure d'une lignée plus neutre.
13. Marguerite de Rochefort, 1366,
14. Béatrice de Montaigut a obtenu sa revanche et a dirigé l'abbaye de 1375 à 1393. À sa mort les rivalités reprirent entre deux religieuses, Galiane de Saint-Flour et Randonne de La Forest. Galiane a été désignée par les religieuses, mais cette élection a été contestée par les partisane de Randonne. Le Saint-Siège a alors tranché en faveur de Randonne de La Foreste, apparentée aux Aycelin.
15. Randonne de La Forest, 1399, 1402, 1406, 1412, 1413, présente le 4 juillet à l'église Saint-Martin de Chalvignac l'archiprêtre Maurice avec l'évêque Henri de La Tour,
16. Agnès de Montmorin, 1428,
17. Isabelle de la Forest, 1446. Elle transige avec l'abbé et le chapitre de Saint-Génes. Citée dans les chartes en 1463, 1471 et 1473. Elle obtient une lettre du conseil privé du roi Charles VII la reconnaissance de son abbaye comme « Fondation Royale », en 1448.
18. Marie de La Forest, 1513. En 1505, un jugement a menacé l'abbesses d'excommunication afin de la contraindre à payer une dette qu'elle avait auprès d'un boucher de Clermont.
19. Jeanne de Luchat, décédée en 1545, en laissant le monastère complètement ruiné. Le roi François Ier a alors décidé de placer dans sa main tous les biens et revenus du monastère pour qu'ils ne soient plus dispersés. Les biens son inventoriés et des commissaires sont désignés pour les gérer.
20. Françoise du Vernet, désignée par le roi le 12 juillet 1545. À partir de cette date, les abbesses ont été désignées par le roi conformément au concordat de Bologne.
21. Claudia du Vernet, 1601,
22. Anne le Groing, décédée en 1640,
23. Appoline le Groing de la Pouvrière (1606 -1685), désignée en 1643. Elle a exercé son abbatiat pendant 42 ans. Son abbatiat correspond à une période faste de l'abbaye. Pour contrer la prétention des évêques de Clermont d'intervenir dans la gestion de l'abbaye, elle a rédigé en 1650 de nouvelles règles pour l'abbaye. Elle a rétabli la stricte clôture de l'abbaye. Elle a rédigé plusieurs ouvrages pieux et entretenu des relations avec d'autres monastères dans le diocèse de Clermont et au-delà, comme l'abbaye Notre-Dame de Montmartre, à Paris. Elle a fait construire de nouveaux locaux pour l'abbaye.
24. Jeanne de Villelum du Batiment. Elle a transigé pour l'abbaye Saint-Ausone d'Angoulême avec Angélique d'Espinay de Lignery,
25. Angélique d'Espinay de Lignery, abbesse de 1687 à 1700. Elle a conduit l'abbaye au bord du gouffre financier. D'une santé mentale fragile, elle a été relevée de ses fonctions par Louis XIV qui l'a envoyé finir ses jours à l'abbaye des Andelys.
26. Marie-Françoise de Lantillac, arrière-petite-nièce d'Appoline le Going, elle est désignée le 10 avril 1700. Elle a réussi à redresser la situation.
27. Marie-Gilberte de Chabannes a lancé la reconstruction partielle des bâtiments conventuels en 1742. Elle a dû faire face à une cabale. En 1755, Louis XV lui ordonne de ne plus recevoir de novices. Les religieuses protestèresnt et le roi leva cette interdiction en 1757.
28. Marie-Thérèse de Lantillac-Sédières (1720-1780). En 1763, les religieuses portèrent contre elle et sa sœur, Marie-Victoire des accusations d'impiété et de mauvais traitement[5]. Entrée dans la communauté à l'âge de trois ans, elle souffrait d'alcoolisme. Elle cède l'abbaye à sa sœur, en 1768, après l'avoir ruinée.
29. Marie-Victoire de Lantillac-Sédières, dernière abbesse de Beaumont, entre 1768 et 1792. Elle a été dénoncée par les moniales pour son immoralité et sa vie licencieuse. Elle est expulsée en 1792 avec dix religieuses.